# Кардиган
Вижте пояснителната страница за други значения на Кардиган.
Ка̀рдиган (на английски: Cardigan; на уелски: Aberteifi, Абертѐйви) е град в Западен Уелс, графство Керъдигиън. Разположен е около устието на река Тейви близо до залива Кардиган Бей на Ирландско море на около 150 km на югозапад от английския град Шрусбъри. Основан е през 1093 г. На около 30 km на север от Кардиган по крайбрежието се намира главният административен център на графството Аберайрон. Архитектурна забележителност на града е замъка Кардиган Касъл, построен през 11 век. Има пристанище. Морски курорт. Имал е жп гара до 1963 г. Населението му е 4203 жители според данни от преброяването през 2001 г.

## Побратимени градове
- Бриуд Франция